# 빌 (무기)
빌(bill)은 글레이브와 마찬가지로 긴 손잡이 끝에 구부러진 날이 달린 무기다. 글레이브와의 차이점은 글레이브가 상대방을 찌를 수도 있도록 끝 부분이 뾰족한 것에 비해 빌은 상대방을 잡아챌 수 있도록 끝부분이 갈고리 모양이며 양쪽 날이라는 점이다. 수많은 장창 중에서도 상대방을 찌르지 않고 단지 걸어서 베기 위하 디자인된 것은 빌뿐이다. 따라서 보병이 견고한 철갑옷을 입기 시작한 후에는 찌르기보다 걸어 넘어뜨린 후에 공격하는 편이 효과적이었기 때문에 상당히 많이 보급되었다. 전체 길이는 2~2.5m, 무게는 2.5~3kg이다.

## 역사와 세부내용
빌은 중세 유럽 전쟁 초기에 등장했으며, 영국에서는 '무기를 들고 일어서라!'와 같은 의미인 '활과 창(bows and bills)'을 의미하며 다른 창과 마찬가지로 농기구인 나대에서 발전했다.
13세기경의 빌은 매우 단순한 모양이었으며 이탈리아에서는 론코(ronco) 또는 론코네(roncone)라고 불렀던 것이 무기로 취급된 이후 최초의 명칭이었다. 시대의 흐름에 따라 다른 무기의 영향을 받아서인지 창의 모양이 차츰 복잡하게 변해갔다. 구부러진 끝 부분에 상대방을 찌를 수 있는 창을 달아 상대를 걸어 넘어뜨린 후에 찌를 수 있게 되었을 뿐 아니라, 창 부분과 낫 부분 사이로 상대의 무기를 막을 수도 있었다.
15세기 이후에 등장한 빌에는 상대의 공격으로부터 사용자의 손을 보호하기 위해 작은 윙(wing)이 달려 있기도 했다. 그리고 당시 주요 병기였던 할베르트의 영향을 받아서 상대의 투구를 공격하기 위해 작은 갈고리가 달리게 되었다.
대규모 군대보다는 농민이나 시민병과 같은 비교적 작은 규모와 숙련되지 못한 군대에서 많이 사용되었다. 주요 무기였던 할베르트를 사용하기 위해서는 고도의 훈련이 필요했지만, 훈련받은 병사가 아닌 사람들이 무장하기에 빌은 최적의 무기였던 것이다.
16세기 중엽 새로운 형태의 군대, 즉 총을 가진 보병이 등장함과 동시에 빌은 사라져갔다. 하지만 그후에도 소수이지만 프랑스와 피에데몬테의 하급 사관들이 계급이나 소속부대의 상징이 새겨진 이 무기를 18세기 중엽까지 사용했다.

## 같이 보기
- 나대
- 팔스